# Ebrachosuchus neukami
L'ebrachosuco (Ebrachosuchus neukami) è un rettile estinto, appartenente ai fitosauri. Visse nel Triassico superiore (Carnico, circa 220 milioni di anni fa) e i suoi resti fossili sono stati ritrovati in Germania.

## Descrizione
Questo animale è noto solo per un cranio completo, ma grazie al raffronto con animali simili più conosciuti è possibile ipotizzarne l'intero aspetto. Come tutti i fitosauri, Ebrachosuchus doveva assomigliare a un coccodrillo, con un corpo massiccio sorretto da brevi zampe robuste e una lunga coda. Il cranio di Ebrachosuchus era estremamente allungato, a causa del rostro sottile e allungatissimo simile a quello del gaviale del Gange (Gavialis gangeticus). Come in tutti i fitosauri, le narici erano poste molto indietro sul cranio. La mascella e la premascella, insieme, erano dotate di 58 denti aguzzi. L'occipite era fortemente schiacciato dorsoventralmente, mentre le orbite erano direzionate dorsalmente. Le vacuità interpterigoidee erano grandi e allungate.

## Classificazione
Ebrachosuchus neukami venne descritto per la prima volta nel 1936 da Oskar Kuhn, sulla base di un cranio fossile, in ottimo stato di conservazione, rinvenuto nella zona di Ebrach (vicino a Bomberg, in Germania), in terreni del Triassico superiore. Ebrachosuchus è stato a lungo confuso con il genere Palaeorhinus (Hunt e Lucas, 1991), ma ricerche più recenti indicano una netta distinzione tra i due generi, con Ebrachosuchus considerato più vicino alla famiglia Phytosauridae (Stocker e Butler, 2013; Butler et al., 2014).
Uno studio del 2016 ha ricostruito l'anatomia endocranica dei fitosauri Palaeorhinus angustifrons ed Ebrachosuchus neukami. I risultati mostrano che i calchi endocranici di entrambi i taxa sono molto simili gli uni agli altri nella loro morfologia allungata, con lunghi canali olfattivi, regioni cerebrali poco demarcate e brevi labirinti endossei. Lo studio ha permesso inoltre di ricostruire numerosi sinus. Il confronto con l'anatomia endocranica dei fitosauri derivati indicano che il clade Phytosauria è unito dalla presenza di canali olfattivi allungate e da un'architettura cerebrale disposta longitudinalmente; queste caratteristiche sono condivise anche con i Crocodyliformes (Lautenschlager e Butler, 2016).